# Zabytki w Stargardzie
Na zabytki i obiekty uznane za zabytkowe składa się zabudowa miasta od XIII do pocz. XX w. Większość tych budowli znajduje się w obrębie Starego Miasta, są to głównie obwarowania miejskie i obiekty sakralne, zaś poza murami Starego Miasta - głównie domy z końca XIX i z początku XX, budowane w stylu secesyjnym.

Plan Starego Miasta

## Obwarowania miejskie

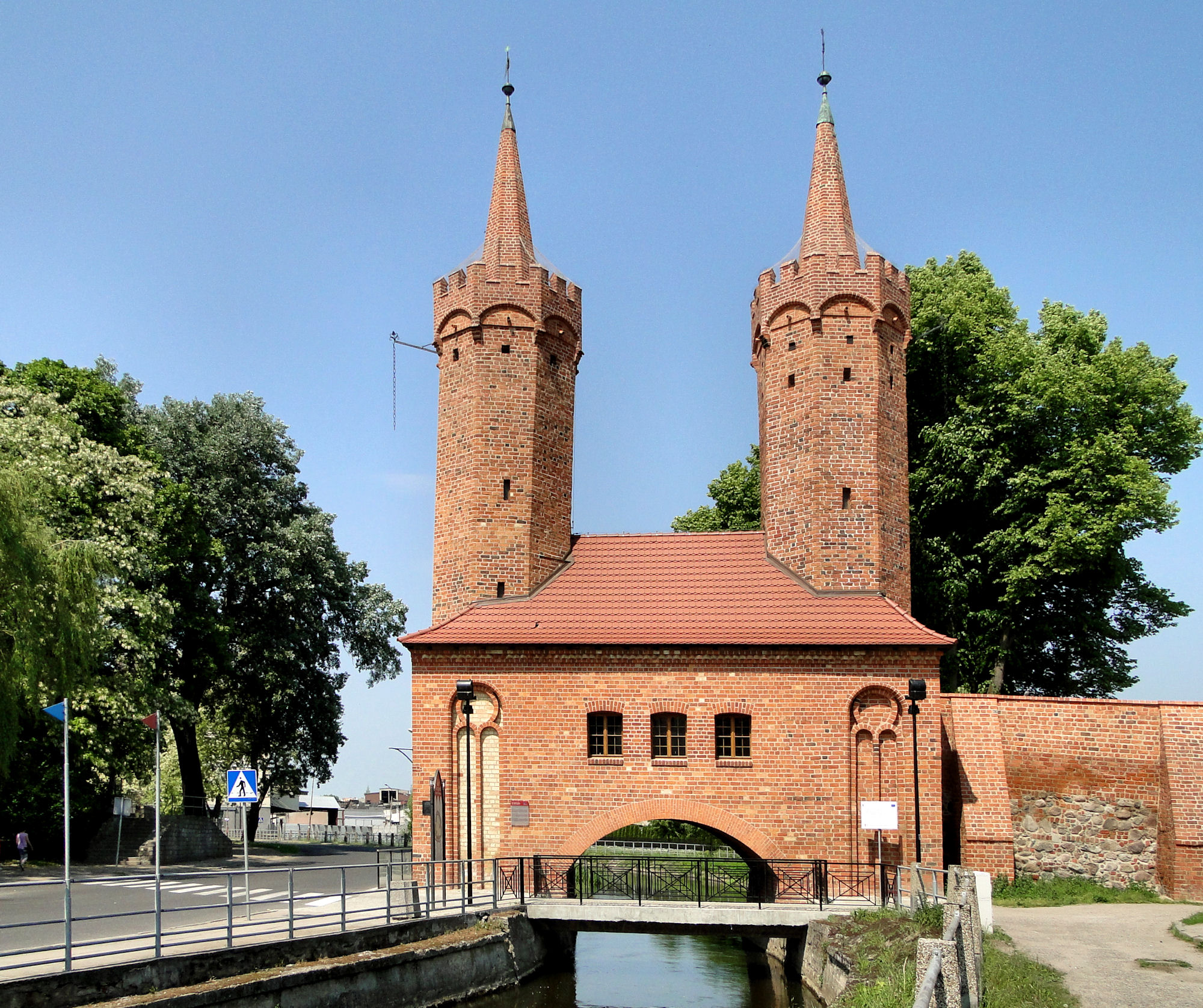
Brama Młyńska

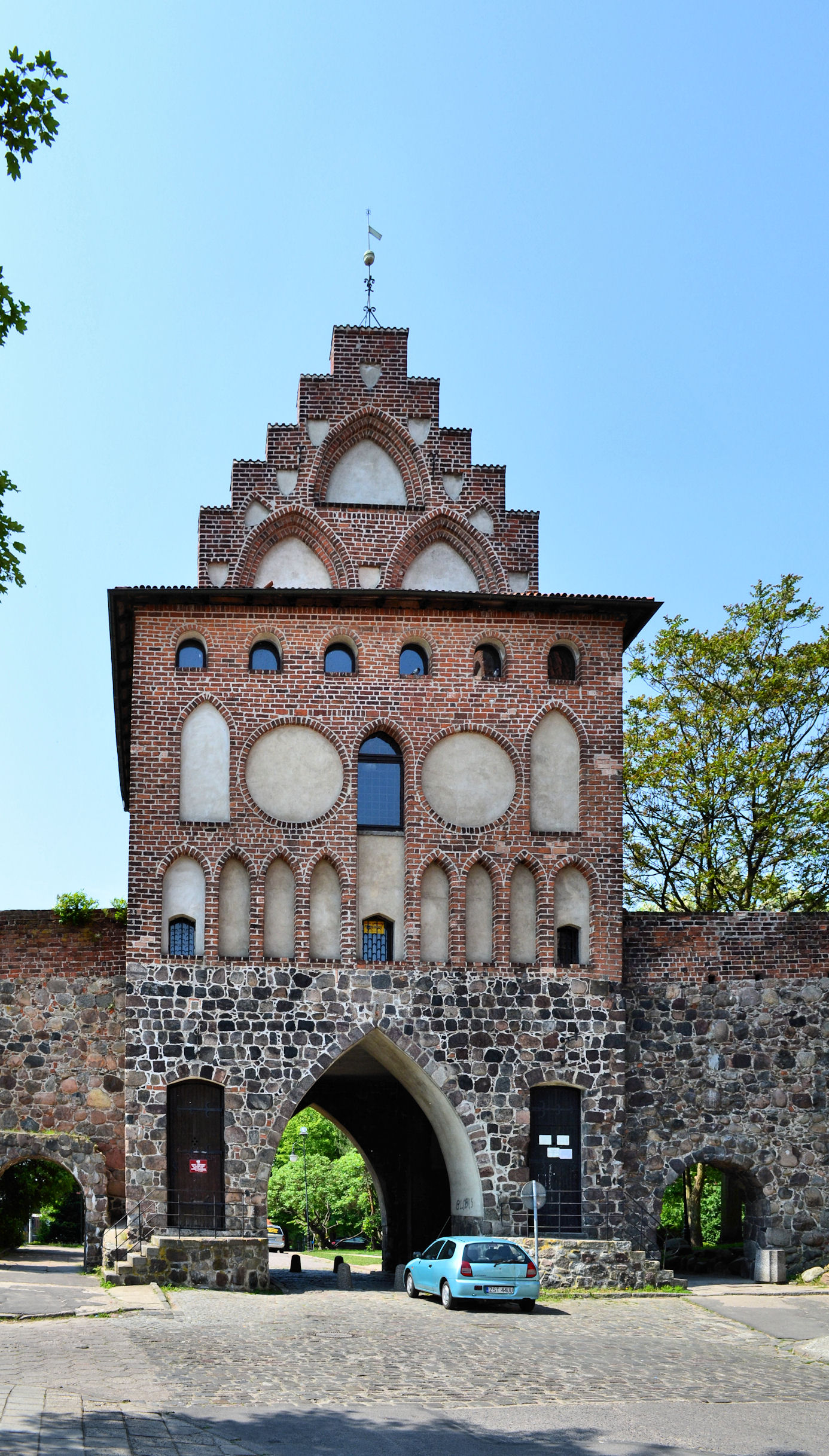
Brama Pyrzycka

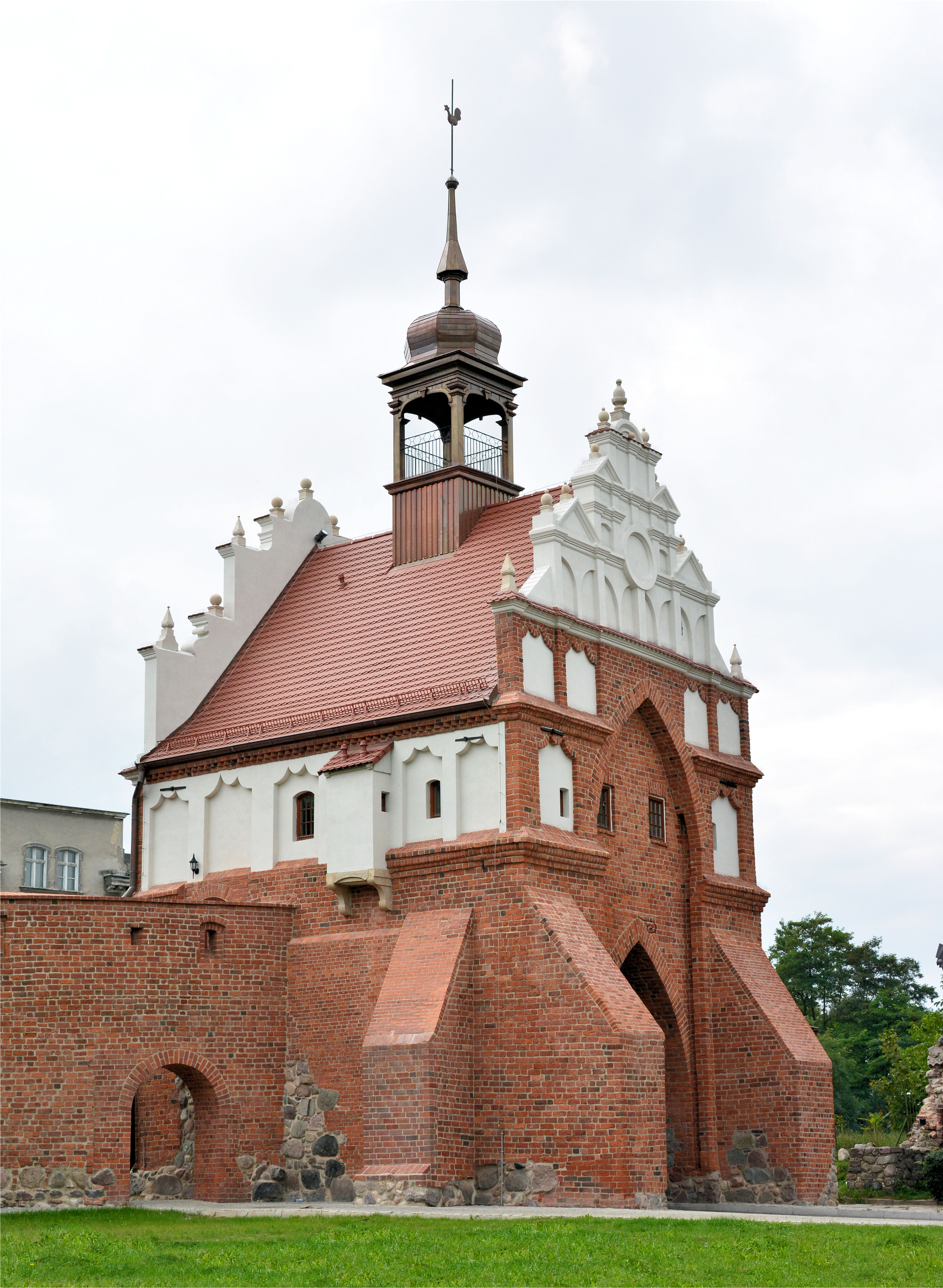
Brama Wałowa

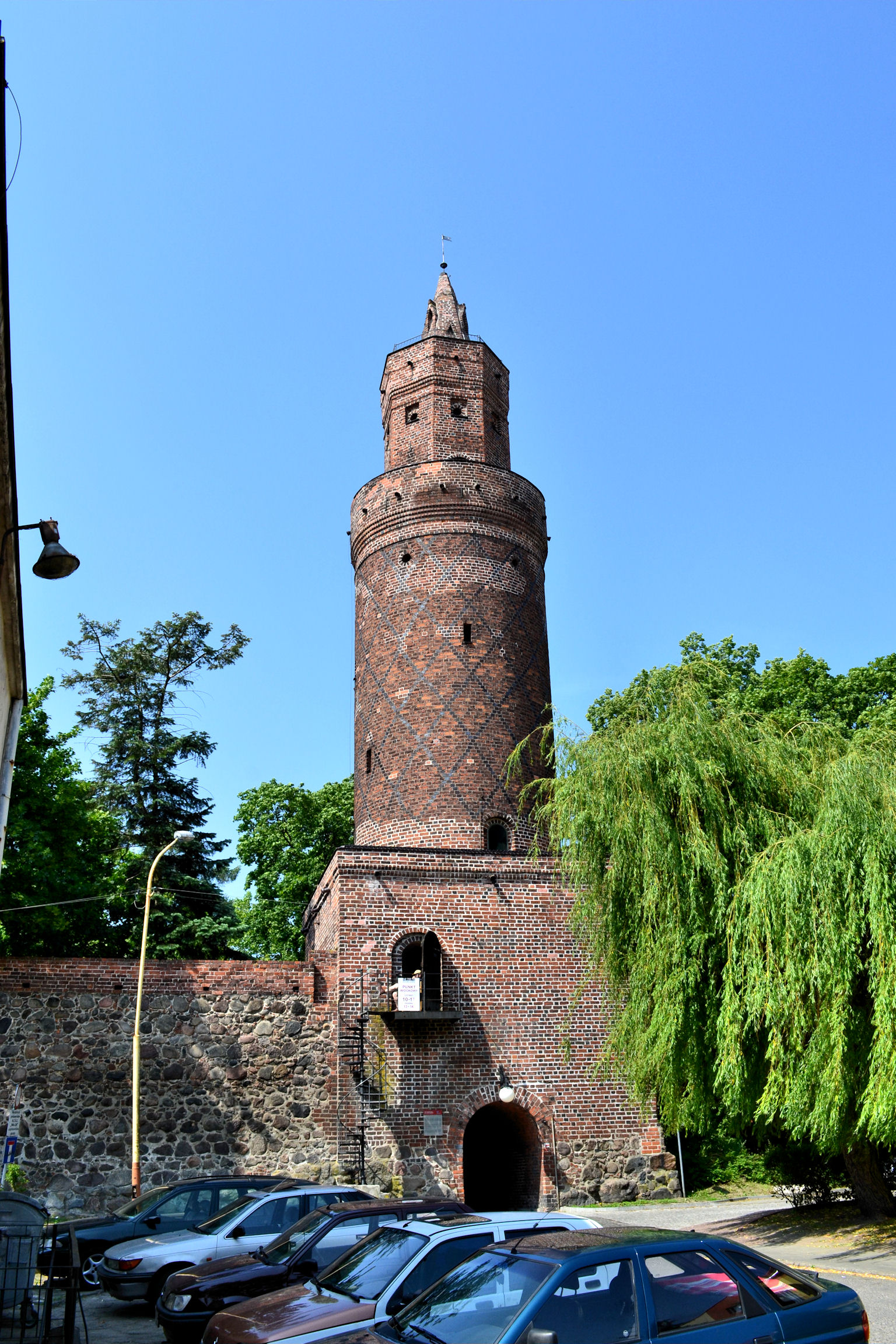
Baszta Morze Czerwone

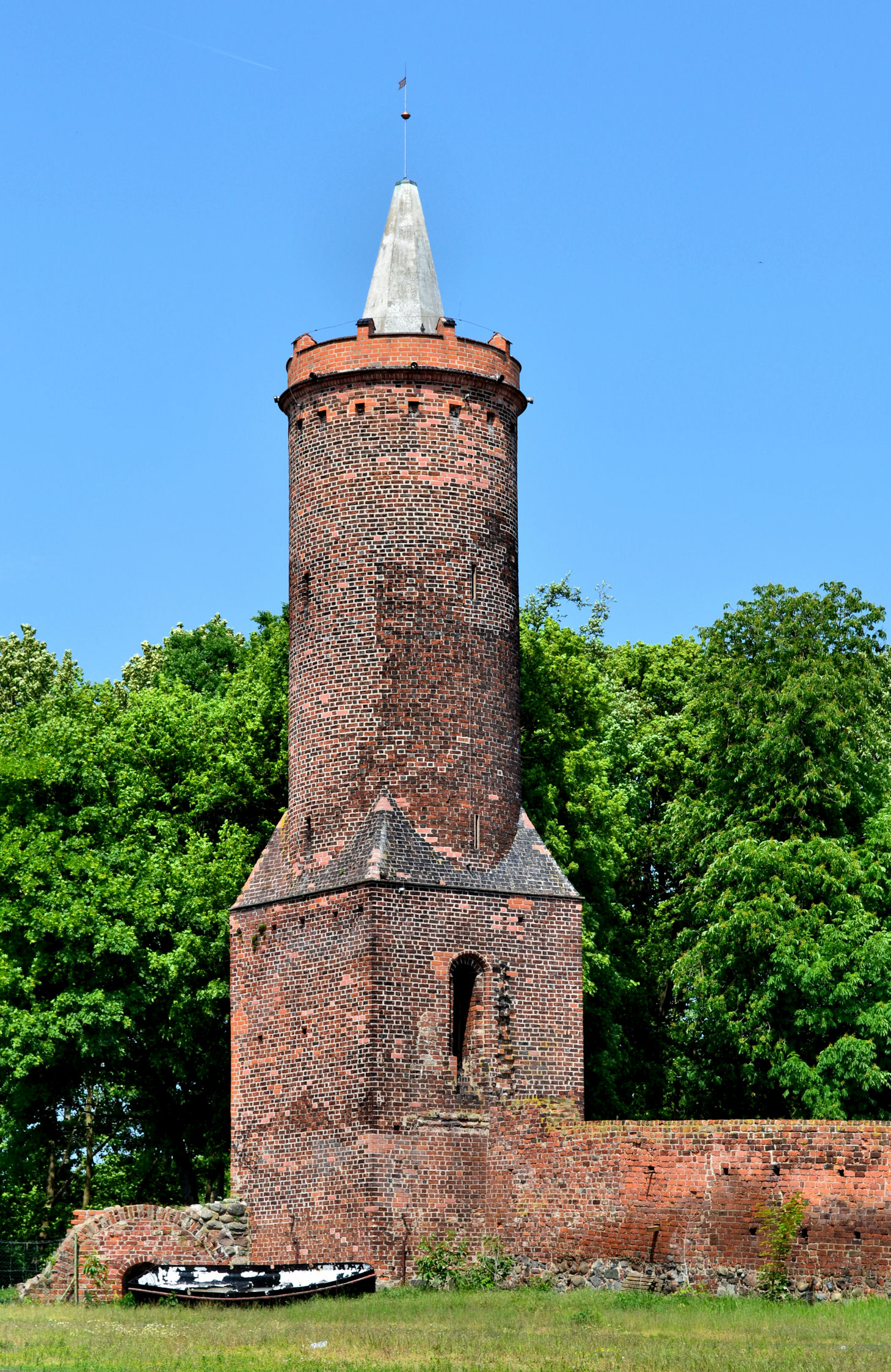
Baszta Białogłówka

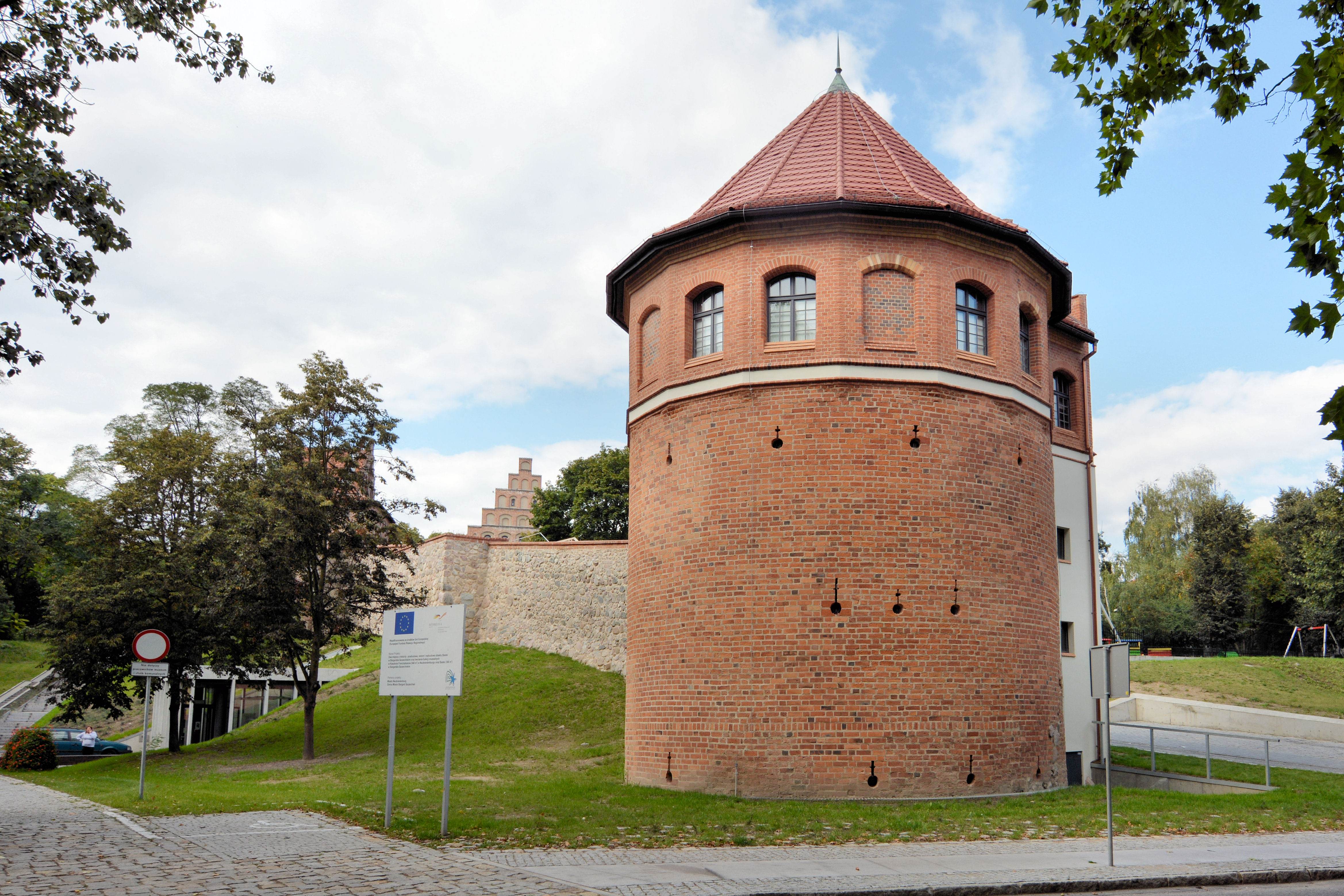
Basteja

Zabytki Stargardu znajdują się na Europejskim Szlaku Gotyku Ceglanego (zobacz link w artykule "Europejski Szlak Gotyku Ceglanego").

### Mury obronne
Powstały w II poł. XIII w. na miejscu dawnych drewniano-ziemnych obwałowań. Nowy mur był ceglano-kamienny o wysokości do 6 m. W XV i XVI w. mury zmodernizowano, podwyższając je nadbudową z cegły. Ponadto wybudowano 45 czatowni, 9 baszt o wysokości do 30 metrów oraz dobudowano dwie nowe bramy (Świętojańską i Młyńska) do dwóch już istniejących. Łączna długość obwarowań miejskich wynosiła łącznie 2 260 m. W XIX większość obwarowań zlikwidowano, rozebrano część murów, zniwelowano wały, zasypano fosy, na których powstały planty. Do dziś pozostały odcinki murów liczące łącznie 1 040 m, 4 baszty i 3 bramy. Najlepiej zachowany odcinek murów znajduje się w pobliżu Bramy Pyrzyckiej. Mury obronne miasta wraz z zespołem kościoła pod wezwaniem Najświętszej Marii Panny Królowej Świata, rozporządzeniem Prezydenta RP z 17 września 2010 r. uznane zostały za Pomnik Historii. Dzięki tytułowi „pomnika historii” Stargard będzie miał łatwiejszy dostęp do środków finansowych przeznaczanych przez Ministerstwo Kultury i Dziedzictwa Narodowego na renowacje zabytków. Ponadto Stargard będzie mógł liczyć na promocję miejskich zabytków w publikacjach na temat najcenniejszych obiektów historycznych w Polsce.

### Bramy
- Brama Świętojańska Właściwie neogotycki tunel z końca XIX wieku, który miał stanowić podstawę dla monumentalnego pomnika Bismarcka. Usytuowany jest w miejscu nieistniejącego przedbramia Bramy Świętojańskiej, która znajdowała się w ciągu murów  miejskich podobnie jak zachowane bramy: Wałowa i Pyrzycka. Kształtem swym przypominała tę drugą. Od 1721 roku w nadbudowie bramy mieściło się więzienie a od 1820 zakład dla psychicznie chorych. W 1842 roku bramę rozebrano.

- Brama Młyńska (także Portowa, Wodna, Rzeczna, Herbowa) Została zbudowana na początku XV wieku. Pierwotnie dwie wolnostojące wieże były połączone drewnianym mostem, które później zastąpiono murowaną budowlą z przejazdem. Nazwa bramy nawiązuje do młyna, który do połowy XVIII wieku wznosił się na d rzeką nieopodal bramy. Brama Młyńska od wieków stanowiła symbol miasta, a jej sylwetka była przedstawiana na pieczęciach oraz była elementem dawnego herbu miasta. Brama Młyńska stanowi unikat w skali europejskiej.

- Brama Pyrzycka Wznoszona w kilku etapach na przestrzeni XIII – XV w. Pierwotnie w formie bezwieżowej. Została przebudowana na bramę szczytową w połowie XV wieku. W II połowie XV wieku wzmocniono ją gardzielą i przedbramiem, które spłonęło w 1666 roku, a w 1790 roku ostatecznie je rozebrano. W XVIII wieku bramę przystosowano do funkcji mieszkalnych. Do dziś stanowi ona odwzorowanie dawnej świetności miasta.

- Brama Wałowa Wznoszona była kilkuetapowo od XV wieku do XVII wieku. Posiadała ona najbardziej rozbudowane przedbramie składające się z wysuniętego przed wały i mury obronne półkolistego barbakanu, bramy przedniej i bramy wewnętrznej. Zostało ono rozebrane w 1780 roku. Podczas II wojny światowej zniszczeniu uległy szczyty i dach, ich odbudowę rozpoczęto w 1960 roku. Nazwa bramy nawiązuje do istniejącego przed budową murów wału wokół dawnego grodu kasztelańskiego.

- Brama Królewska (przebicie w murze miejskim przy Baszcie Tkaczy)
- Brama Nowa (ul. Kazimierza Wielkiego), powstała w 1845 w wyniku przebicia w muru miejskiego, w celu szybszego dojazdu w kierunku Suchania

### Baszty
- Baszta Morze Czerwone największa baszta miejska w Polsce. Wysokość jej wynosi 34 m. Została wybudowana około roku 1500. Nazwa baszty związana jest z krwawa bitwą w czasie wojny trzydziestoletniej. Podstawa baszty stanowiła niegdyś loch więzienny przebity w 1860 roku. Baszta posiada trzy tarasy widokowe, z których rozciąga się widok na panoramę Stargardu i okolic.

- Baszta Tkaczy to budowla o podstawie prostokąta, wysokość 31 m. Zbudowana w 1450 roku i przebudowana w 1539 roku przez cech tkaczy. Składa się z ośmiu pięter oraz lochu więziennego. Jej cylindryczny korpus został zwieńczony stożkowym hełmem. Bardzo podobna w budowie do Baszty Morze Czerwone. W jej wnętrzu przetrzymywano też przez pewien czas lód i stąd jej druga nazwa - Baszta Lodowa.

- Baszta Jeńców pochodzi z przełomu wieków XV i XVI. Posiada kształt cylindra o wys. 13m, opiera się na okrągłej, kamiennej podstawie, a górna część zakończona krendelażem. W pionowej konstrukcji znajdują się 4 poziomy. Nazwa baszty sugeruje, że w jej pomieszczeniach przetrzymywano jeńców.

- Baszta Białogłówka zlokalizowana w najstarszej części Starego Miasta, na miejscu dawnego grodziska, zbudowana na początku XV wieku. Swoją nazwę wzięła od zwieńczającego jej hełm sześciobocznego stożka, otynkowanego na biały kolor. Oparta na podstawie kwadratowej, przechodzącej w kształt cylindra do wysokości ok. 30 m.
- Baszta Rzeźnicka (ruina)
- Baszta Przy Arsenale (ruina)
- Baszta Kowalska (ruina)

### Furty
- Furta Zielona
- Furta Rzeźnicka
- Furta Augustiańska
- Furta Przy Arsenale

### Bastiony
- Bastion Świętojański (Rondel) jest to bastion ziemny, usypany na przełomie XIII i XIV wieku. Bronił dostępu do Bramy Świętojańskiej. Został podwyższony na przełomie XV i XVI oraz w 1. połowie XVII w. W XVI wieku obok Bramy Świętojańskiej przebito furtę prowadzącą na bastion. Drugie wejście prowadziło prawdopodobnie z przedbramia.  Założony na rzucie koła. Średnica górnej płaszczyzny wynosi 55 m.  Bastion jest obecnie splantowany.

- Bastion Młyński bastion ziemny, stworzony na przełomie XV i XVI wieku, podwyższony w 1. połowie XVII wieku. Założony na rzucie półkola. Flankował Bramę Młyńską. Obecnie splantowany.

- Bastion Zamkowy bastion ziemny, w miejscu dawnego grodziska, założony w końcu XIII wieku, na rzucie koła. Obecnie splantowany.

- Bastion Szubieniczy Bastion ziemny, usypany w 1 połowie XVII wieku. Wraz z mniejszym bastionem bez nazwy flankował Bastion Świętojański i ubezpieczał wjazd do miasta przez Bramę Świętojańską. Usypany został na południowym skraju Wzgórza Szubienicznego (Kalkenberg). Założony na rzucie nieregularnego owalu. W XIX wieku założono na nim cmentarz żydowski. Obecnie jest splantowany.

### Pozostałe
- Basteja przy Baszcie Tkaczy - (Park Piastowski), została zbudowana w XV wieku z cegły w stylu gotyckim. Zniszczona w 1945. Odbudowano ją dopiero w 1982. Obecnie służy jako filia Muzeum Miejskiego z bogatym zbiorem militariów od średniowiecza do II wojny światowej
- Basteja przy Baszcie Jeńców - wzniesiona w II poł. XVI na miejscu czatowni z XIII, zbudowana z cegły w stylu gotyckim. Jest ona przykładem najlepiej zachowanej bastei na Pomorzu.
- Basteja przy Prochowni (ul. Strażnicza), zbudowana w II poł. XVI wieku. Obecnie w ruinie.

## Architektura sakralna

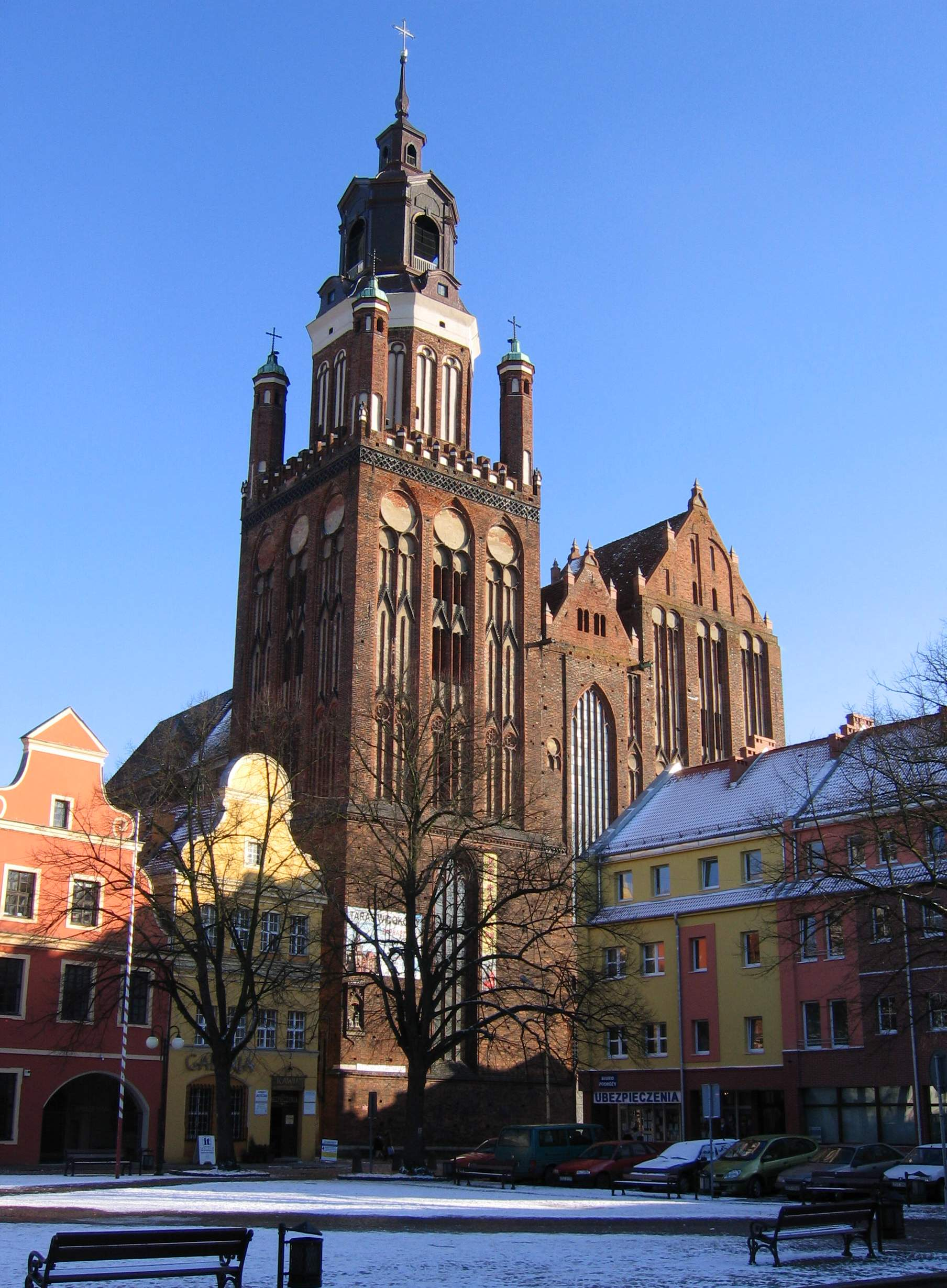
Kościół Mariacki

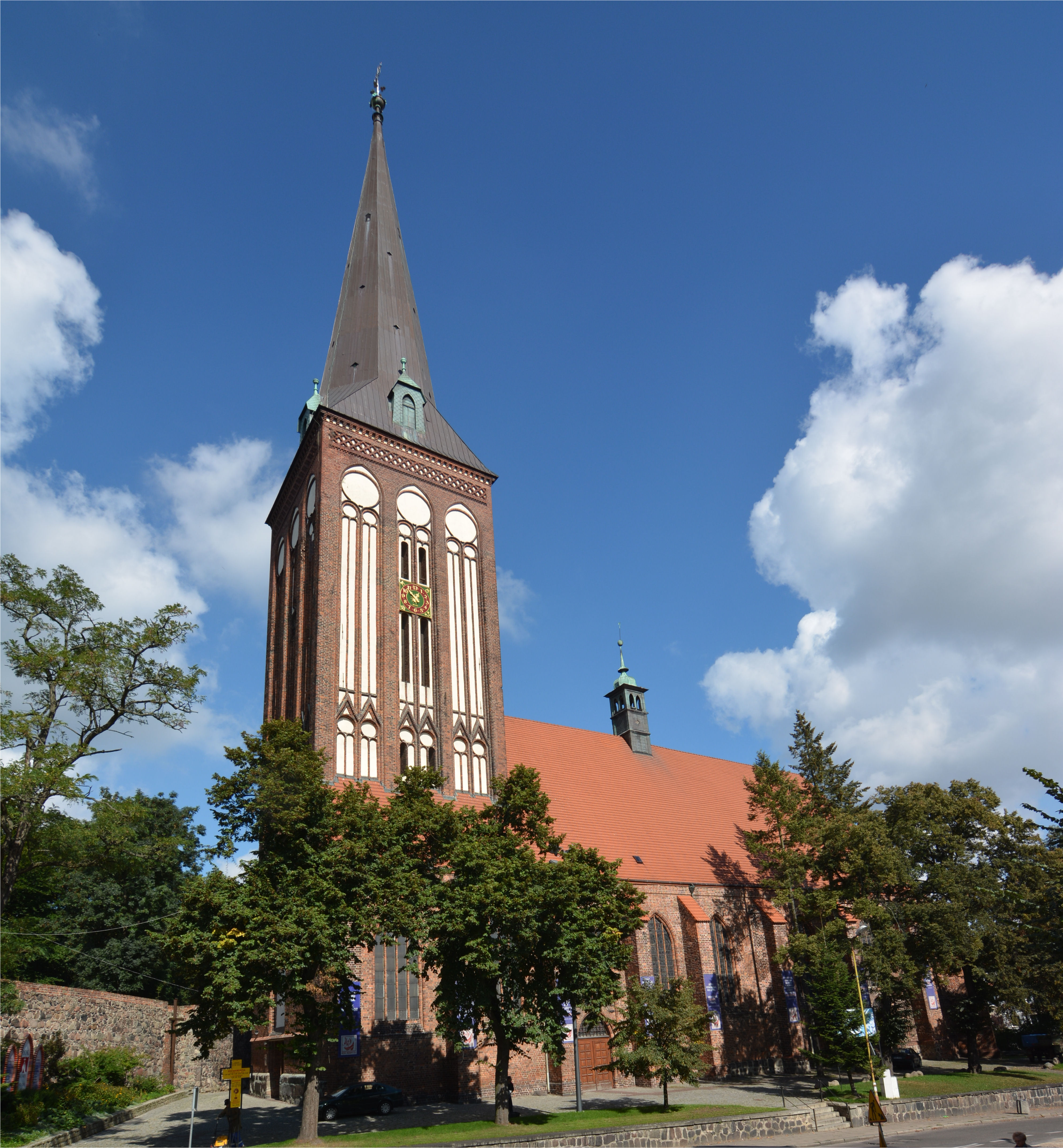
Kościół św. Jana

- Kolegiata pw. NMP Królowej Świata jest to najcenniejszy zabytek Pomorza Zachodniego i Środkowego, najwyżej sklepiony kościół w Polsce (32,5 m) i najpiękniejszy gotycki kościół ceglany. Budowę kościoła drewnianego rozpoczęto w 1292 roku. Świątynia w obecnym kształcie jest dziełem Henryka Brunsberga, który przebudował kościół na przełomie XIV i XV wieku. Kościół jest dwuwieżową bazyliką z wieńcem kaplic. Wieże zdobione tzw. blendą stargardzką. W kościele zachowały się oryginalne polichromie z XV wieku, witraże z XIX i pocz. XX wieku oraz piętnastowieczny ołtarz główny.

- Kościół św. Jana powstał w I połowie XV wieku w wyniku rozbudowy kaplicy wzniesionej wcześniej przez joannitów. Jest to kościół halowy wieńcem kaplic i ambitem. W nawie głównej znajduje się sklepienie gwiaździste (jedyne na Pomorzu). W latach 1540  i 1697 wichury niszczyły hełm wieży. Obecna pochodzi z 1892, mierzy 99 m i jest jedną z najwyższych wież na Pomorzu. W wyniku wojny kościół stracił wiele cennych zabytków (m.in. poliptyk świętojański i ambonę) z oryginalnego wyposażenie pozostały organy z 1731 roku oraz piętnastowieczne stalle.

- Kościół św. Ducha został zbudowany w latach 1874 – 1877 w stylu neogotyckim i jest czwartym z kolei kościołem powstałym w tym miejscu. Jest to świątynią ceglana salowa, przykryta dwuspadowym drewnianym dachem. We wnętrzu znajdują się charakterystyczne dla kościołów protestanckich empory. W kościele dnia 20 maja 1945 w uroczystość Zesłania Ducha Świętego została odprawiona pierwsza polska msza w mieście.
- Kościół św. Krzyża gotycka jednowieżowa salowa budowla wzniesiona na planie prostokąta w XV wieku, wieża zdobiona dwoma rzędami blend.

- Kościół polskokatolicki pw. Przemienienia Pańskiego wzniesiony pod koniec XIX wieku jako kościół Katolicko-Apostolski. Budynek trzyprzęsłowy zamykany od wschodu półkolistym prezbiterium. Świątynia parafialna.

- Cerkiew prawosławna pw. Świętych Piotra i Pawła zbudowana w latach 1890–1891 w stylu neogotyckim, na planie krzyża greckiego z wieżą o wysokości 33 m. Pierwotnie świątynia była wykorzystywana jako kościół gminy reformowanej, w 1953 przekazana parafii prawosławnej.

- Stara Synagoga (przy ul. Adama Mickiewicza, obecnie wykorzystywana jako sklep)

## Zabudowa publiczna

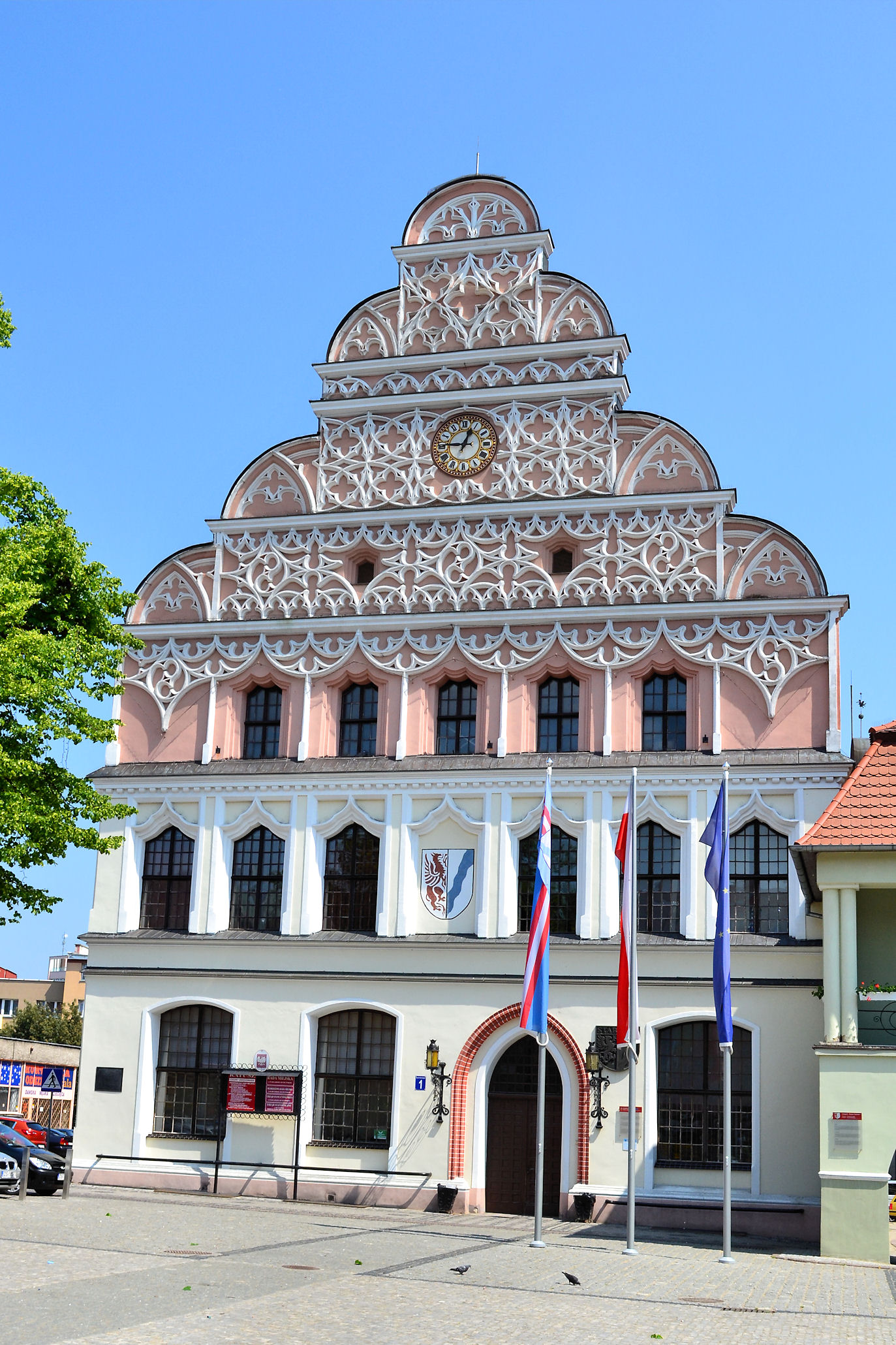
Ratusz

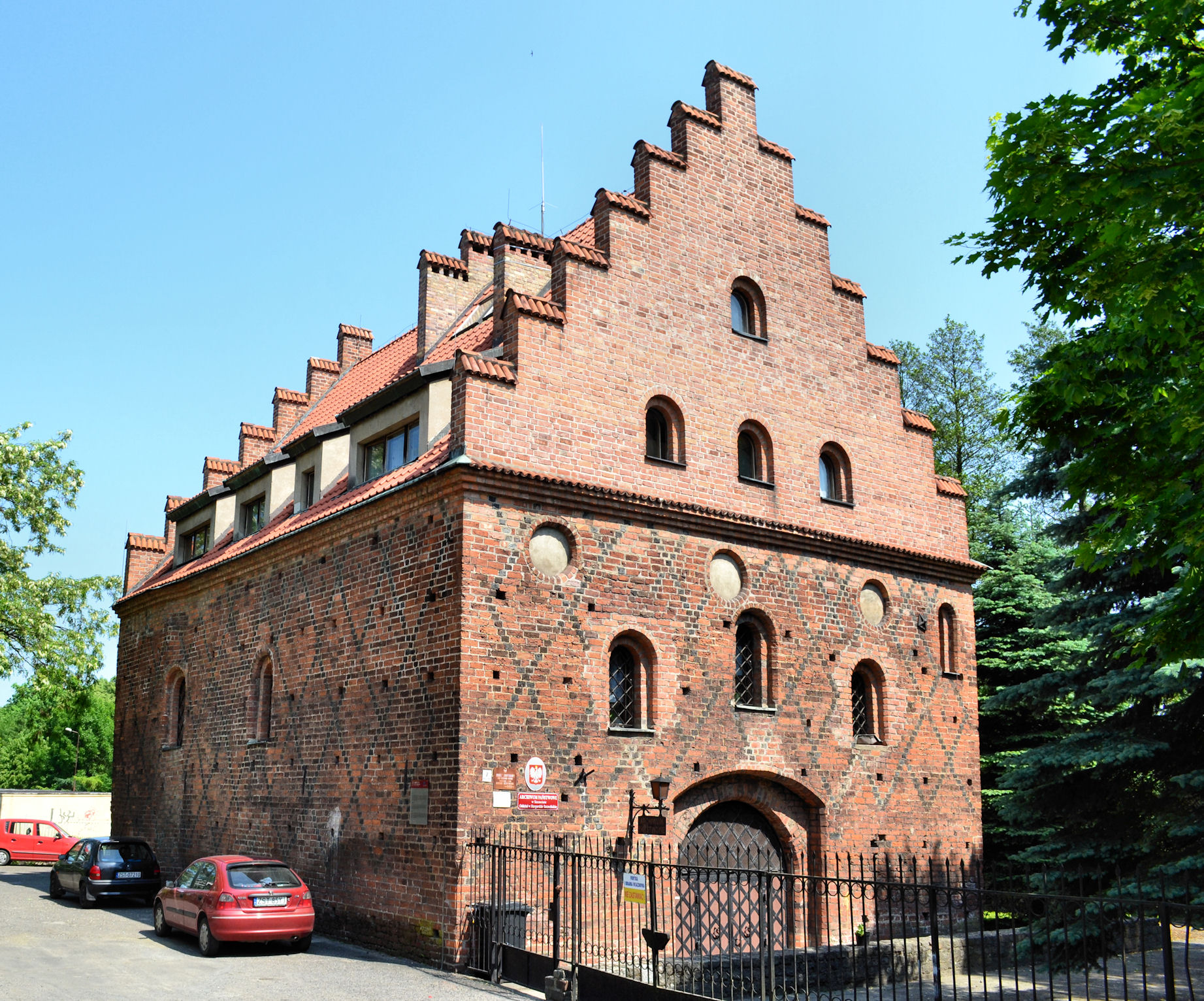
Arsenał

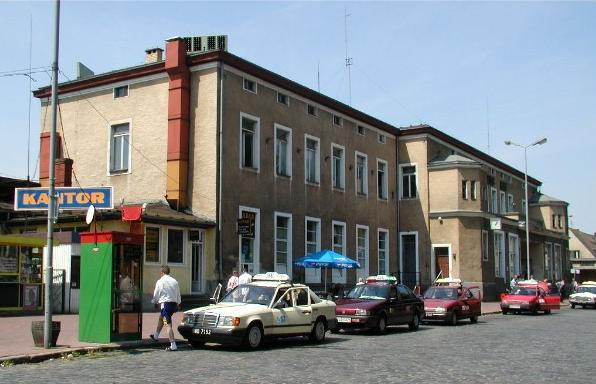
Budynek dworca kolejowego

- Ratusz miejski wznoszony od połowy XIII wieku. Jest największym spośród średniowiecznych obiektów tego typu na Pomorzu. Szczyty zdobione są kunsztownymi maswerkami sieciowymi. Wielki pożar w 1635 roku strawił wraz z Ratuszem archiwum miejskie. Po tym kataklizmie powstał wschodni szczyt Ratusza. W końcu XIX wieku przywrócono bryle elementy gotyku nadając nowe detale. Ratusz został zniszczony ponownie w 1945 roku. Odbudowany w latach 1948 – 1961 jest siedzibą Rady Miejskiej i Urzędu Miejskiego.

- Arsenał - Wzniesiony na planie prostokąta około 1500 roku w południowej części miasta, przy ul. Basztowej. Ściany z cegły o nieregularnym układzie zostały udekorowane, podobnie jak Baszta Morze Czerwone, pasami rombowymi, układanymi z cegły zendrówki. Pierwotnie pełnił role magazynu, warsztatu naprawczego i produkcyjnego broni, który nadzorowała Rada Miejska. W XIX wieku służył jako więzienie kryminalne. Na początku XX wieku budynek został zniszczony, zabezpieczono go dopiero w 1936 roku.  Odbudowano go w latach 1974–1977, a jego pomieszczenia zostały przekazane Oddziałowi Wojewódzkiego Archiwum Państwowego w Stargardzie.

- Spichlerz - został zbudowany z cegły w 1685 roku nad Młynówką. Jest jedynym tego typu zabytkiem na Pomorzu Zachodnim. W spichlerzu przechowywane były zboża z terenów ziemi stargardzkiej i pyrzyckiej dostarczane transportem lądowym i rzecznym – Iną. W XVIII wieku w spichlerzu znajdowała się faktoria solna. W 1945 roku podczas bombardowań spichlerz został spalony. Odbudowano go w latach 1975–1980.
- Urząd Pocztowy Stargard Szczeciński 8 (ul. Pocztowa)
- Urząd Miejski (ul. Czarnieckiego) budynek powstał w 1901, z przeznaczeniem dla Urzędu Powiatowego
- Sąd Rejonowy przy ul Wojska Polskiego, zbudowany przed 1930 r.

- Dworzec kolejowy osobowy oraz zabudowania towarzyszące zostały wzniesione w latach 1844–1845, pierwszy pociąg przez stację przejechał 1 maja 1846.
- Dworzec kolejowy Stargardzkiej Kolei Dojazdowej
- Nowy Młyn Wielki zbudowany w latach 1921–1922, napędzany był przez 3 turbiny wodne i jedną parową. Obecnie zarządcą młyna jest firma ELSTAR S. A. (w upadłości).

## Budynki szkół
- Gimnazjum nr 1 - ul. Popiela
- Liceum Luizy (ob. ZS nr 1)
- Gimnazjum Groeninnga (Gymnasium Groeningianum) ob. I Liceum Ogólnokształcące) budynek powstały w 1882, prezentowany przez Niemcy na Światowej Wystawie w Chicago w 1893.
- Jobst Schulen (ob. Szkoła Podstawowa nr 3 i Gimnazjum nr 2)
- Szkoła Żeńska (ob. Stargardzka Szkoła Wyższa Stargardinum)
- Volks-Schule (ob. Szkoła Podstawowa nr 7)

## Obiekty militarne
- Czerwone koszary (ul. 11 Listopada)
- Białe koszary (al. Żołnierza)
- Odwach powstał ok. 1720, z przeznaczeniem na główną wartownię dla załogi wojsk pruskich. Obecnie wnętrza odwachu wykorzystywane są przez muzeum.

## Domy

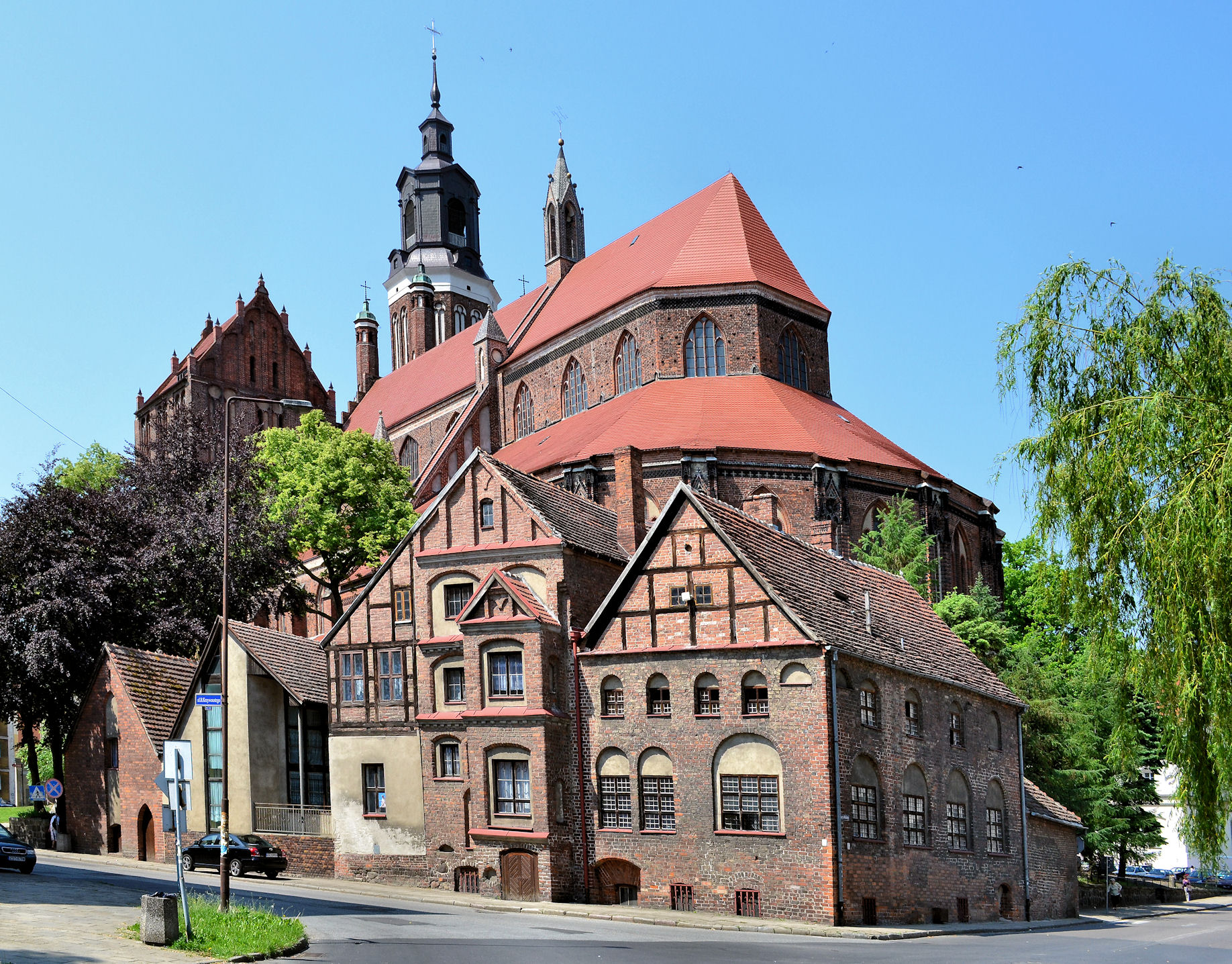
Plebania Kolegiaty NMP

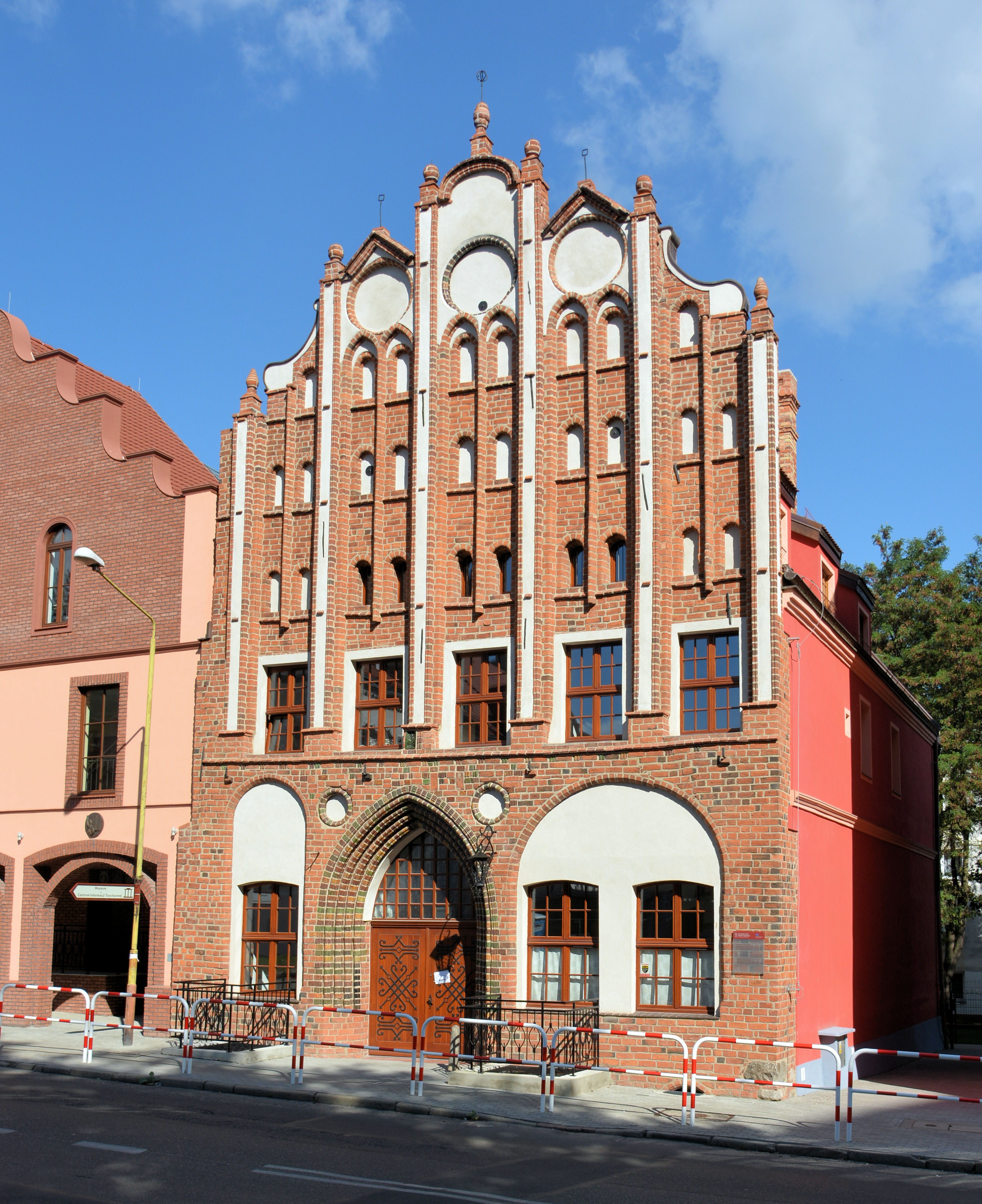
Dom Protzena

- Plebania Kolegiaty NMP Trzy budynki datowane na XV, XVI i XIX wiek zlokalizowane w narożniku ulic Krzywoustego i Kazimierza Wielkiego. Najstarszy, narożny w średniowieczu mieścił prawdopodobnie szkołę parafialna. Po reformacji był siedzibą diakonatu, a później mieszkaniem organisty. Środkowy budynek należał do proboszcza, a potem do diakonatu. W 1935 roku władze miejskie odkupiły budynki i przeznaczyły je na siedzibę Muzeum Miejskiego. W 1957 budynki przekazano Kościołowi.

- Dom Protzena przy Kazimierza Wielkiego z XV wieku, (ob. Muzyczna Szkoła Państwowa I i II st.) Dom wzniesiono około połowy XV wieku. Pierwotnie składał się z wysokiej części parterowej, w której wydzielony był m.in. kantor, oraz kilka poziomów magazynowych. Płaszczyznę ściany wypełniono tzw. „stargardzką blendą”, zaczerpniętą z dekoracji wieży północnej kościoła Mariackiego. Kamienicę przebudowano ok. połowy XVII wieku a następnie w XIX wieku. W 1945 uległa zniszczeniu. W latach 1951 – 1959 została odbudowana.

- Dom Rohledera (niesłusznie zwana domem Kletzina, ob. Książnica Stargardzka, ul. Mieszka I) kamieniczka mieszczańska, pierwotnie będąca oficyną magazynową, wybudowana w XV wieku, w XVI wieku przystosowana na potrzeby mieszkalne. Elewacja frontowa ma charakter późnogotycki z elementami renesansu. Budynek został zniszczony w 1945, odbudowany w trzydzieści lat później z przystosowanie dla biblioteki.
- Dom Strzelecki, park Panorama budynek powstał w 1861, na bazie XVII-wiecznej, przed wojną należał do Bractwa Kurkowego, po wojnie przekazano go Lidze Obrony Kraju, a w jego wschodnim skrzydle działało kino "Panorama". Obecnie w rękach prywatnych.
- Willa rodziny Sonnabend (obecnie Liceum i Gimnazjum Katolickie, ul. Wojska Polskiego 3)
- Willa Karowów (obecnie Młodzieżowy Dom Kultury, ul. Portowa) zbudowana w 1926 w stylu neorenesansowym jako własność rodziny Karowów, będących posiadaczami pobliskiego Wielkiego Nowego Młyna.
- secesyjna zabudowa ulic: Piłsudskiego, Wojska Polskiego, Limanowskiego, Czarnieckiego, Śląskiej i innych.

## Cmentarze
- Cmentarz Komunalny przy ul. Spokojnej - założony przez Niemców po roku 1910. Po II wojnie światowej został zlikwidowany. Obecnie znajduje się tam Park Stefana Batorego. Nowy cmentarz usytuowano naprzeciwko starego pod drugiej stronie obecnej ulicy Kościuszki. W 2000 roku uruchomiono drugi cmentarz na osiedlu Giżynek, umiejscowiono w nim m.in. kolumbarium.
- Cmentarz Komunalny w Kluczewie
- Międzynarodowy Cmentarz Wojenny ul. Reymonta - założony w 1914 roku w celu grzebania zmarłych jeńców armii carskiej Rosji. Wybudowano tam wówczas 3 pomniki poświęcone jeńcom rosyjskim: prawosławnym, wyznawcom islamu i poległym wyznania mojżeszowego. Razem z Serbami, Rumunami i Portugalczykami, liczba tu pochowanych w czasie I wojny światowej wynosi 95 osób. Według niepełnej ewidencji w czasie II wojny światowej pochowano tu 369 jeńców, w tym: 56 polskich, 68 francuskich, 13 marokańskich, 7 angielskich, 22 włoskich, 15 belgijskich, 55 jugosłowiańskich, 132 radzieckich i 1 Holendra. Obecnie liczba pochowanych na tym cmentarzu żołnierzy to 5004. Obiekt liczy 1,27 ha powierzchni.

## Pozostałe zabytki
- Krzyż pokutny 1 km na wschód za bramą Wałową.